# Верх-Чемський
Верх-Чемський (рос. Верх-Чемской) — селище у Тогучинському районі Новосибірської області Російської Федерації.
Входить до складу муніципального утворення Лебедєвська сільрада. Населення становить 7 осіб (2010).

## Історія
Згідно із законом від 2 червня 2004 року органом місцевого самоврядування є Лебедєвська сільрада.

## Населення
| 2002 | 2007 | 2010 |
| ---- | ---- | ---- |
| 76   | ↘11  | ↘7   |